# Кабасница
Кабасница или Кладошница (грч. Πρώτη, Проти) је насеље у Грчкој у општини Лерин, периферија Западна Македонија. Према попису из 2011. било је 115 становника.

## Географија
Кабасница се налази 3 km северно од Лерина, на надморској висини од 680 m, близу границе са Северном Македонијом.

## Историја
Две хрисовуље Стефана Душана из 1343/44. и 1344/45. године спомињу село под именом Клъбасница. У османском дефтеру из 1481. године се наводи да насеље има 80 домаћинства. Етнографија вилајета Адријанопољ, Монастир и Салоника, штампана у Цариграду 1878. године, која се односи на мушко становништво 1873. године, показује да Кладошница има 40 домаћинства и 110 житеља Словена. Васил Канчов бележи да је Кладошница 1900. године имала 620 Словена хришћана. Према секретару Бугарске егзархије, Димитру Мишеву, 1905. године у Кабасници је било 520 Словена патријаршиста и у насељу је радила грчка школа. Боривоје Милојевић 1920. године наводи да је у Кабасници било 80 кућа Словена хришћана. У Кабасници је 1913. године било 637 житеља, 1920. године 617, 1928. године 683, а 1940 године 802 житеља. За време грађанског рата насеље није страдало, али је због исељавања у прекоокеанске земље број становника у опадању.

### Пописи
| Година       | 1940 | 1951 | 1961 | 1971 | 1981 | 1991 | 2001 | 2011 |
| ------------ | ---- | ---- | ---- | ---- | ---- | ---- | ---- | ---- |
| Становништво | 802  | 743  | 303  | 143  | 137  | 118  | 103  | 120  |